# VS-50
El VS-50 es un diseño de cohete de sondeo de combustible sólido de dos etapas, la primera etapa utiliza el motor S50 (hecho de material compuesto) y la segunda el motor S44.
Es desarrollado conjuntamente por el Instituto Brasileño de Aeronáutica y Espacio (IAE) y la Agencia Espacial Alemana (DLR). Brasil (IAE) fue responsable del desarrollo de los motores S50 y S44, el sistema de navegación de reserva, la infraestructura para el lanzamiento y seguridad de vuelo y la gestión de la documentación del proyecto. 
El octubre de 2021, se llevó a cabo una prueba de combustión estática del motor S50 en banco de pruebas, la prueba duró 84 segundos y quemó 12 toneladas de combustible con objetivo de probar la resistencia y el rendimiento del motor, la prueba se consideró un éxito. El vuelo calificado está programado para 2023.

## Desarrollos
- El 22 de diciembre de 2016, se firmó un contrato entre el Instituto de Aeronáutica e Espaço (IAE) y Avibras para la producción de ocho motores S50 y sus accesorios. Los motores 1 y 2 se utilizaron para pruebas de ingeniería (ensayos estructurales y de ruptura). Motores 3 y 4 para pruebas de quemado en banco de pruebas en tierra, los motores 5 y 6 para la validación en vuelo de los cohetes VS-50 y los motores 7 y 8 se utilizarán en el cohete VLM-1.[5]
- El 13 de julio de 2021, se completó la Operación Santa María, que integró un motor S-50 inerte en la Mesa de Lanzamiento de la Torre de Integración Móvil (TMI) en el Centro de Lanzamiento de Alcântara.[6]
- El 1 de octubre de 2021 se realizó una prueba de quemado del motor S50, de forma estática en un banco de pruebas. La prueba duró unos 84 segundos y quemó 12 toneladas de combustible. El objetivo era probar la fuerza y rendimiento del motor y se consideró un éxito.[7]

## Especificaciones

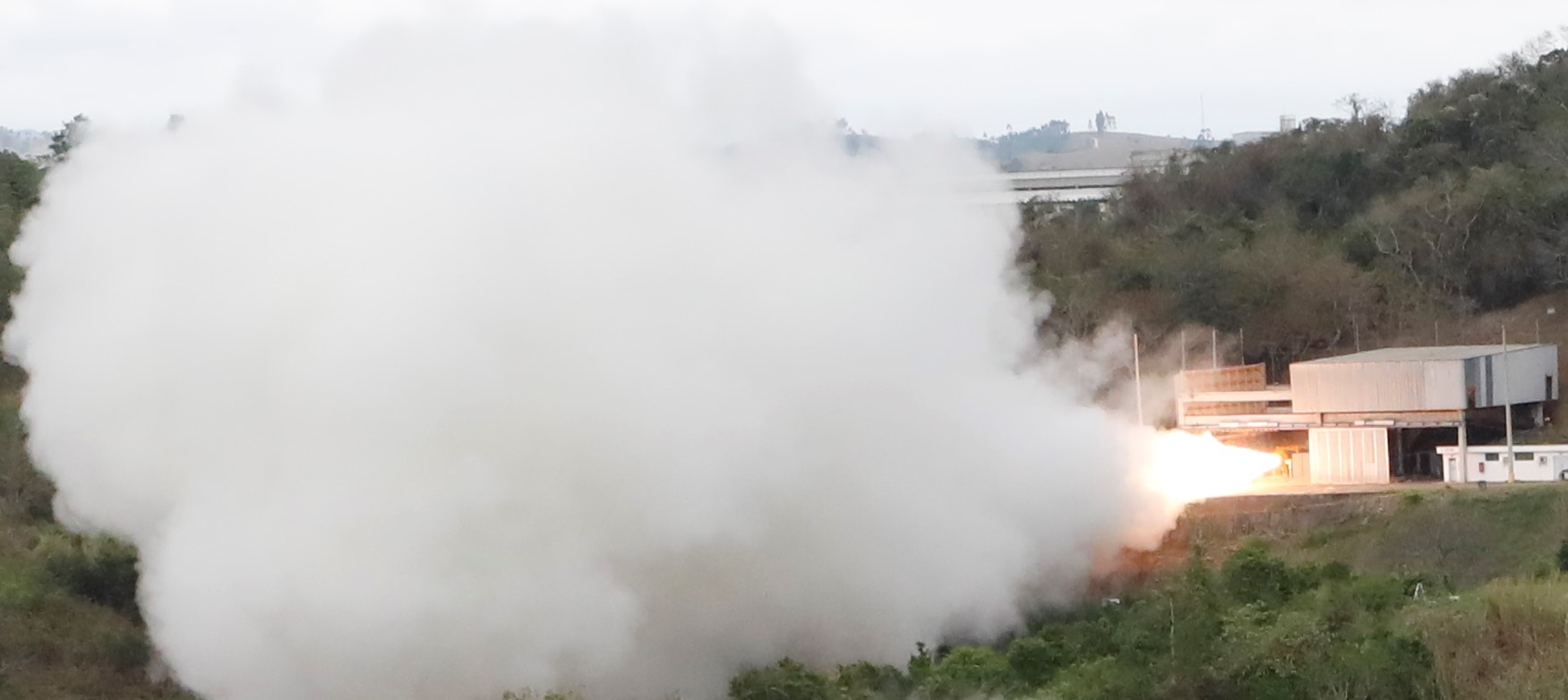
Prueba del Motor S-50

- Longitud: 12 m
- Diámetro: 1,46
- Masa: 15 toneladas
- Carga útil: 500 kg
- Estadios: 2
  - 1º - propulsor S50 de 550 kN
  - 2º - propulsor S44 de 33 kN